# Herb księstwa zatorskiego

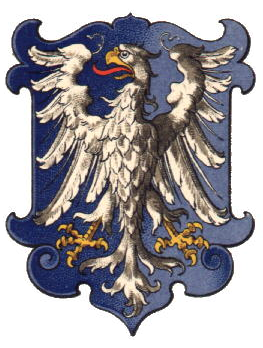
Herb Księstwa zatorskiego z 1806 roku

Herb księstwa zatorskiego – od XVI w. przedstawiał na tarczy w polu błękitnym Orła białego ze złotą literą Z na piersi.
Najstarszym źródłem podającym barwy herbu księstwa zatorskiego jest Kronika wszystkiego świata Marcina Bielskiego z 1551 roku.
W okresie zaborów herb księstwa zatorskiego występował w polu czwartym, czteropolowego herbu Galicji i Lodomerii nadanym 27 stycznia 1782 roku przez cesarza Józefa II.
Ten czteropolowy herb Galicji znajdował się w oficjalnym użyciu do I wojny światowej. Natomiast w wielkim wielopolowym herbie państwowym Cesarstwa Austriackiego z 1804 roku, księstwo zatorskie reprezentował – w srebrnym polu błękitny orzeł, bez litery Z na piersiach. W wersjach herbu z 1806 i 1836 roku księstwo reprezentował – w polu błękitnym orzeł srebrny.
Podczas projektowania herbu powiatu oświęcimskiego w 1999 r. rozważano użycie herbu księstwa zatorskiego i księstwa oświęcimskiego w dwupolowym lub skwadrowanym herbie powiatu. Ostatecznie zrezygnowano z tego pomysłu.